# Timotheos

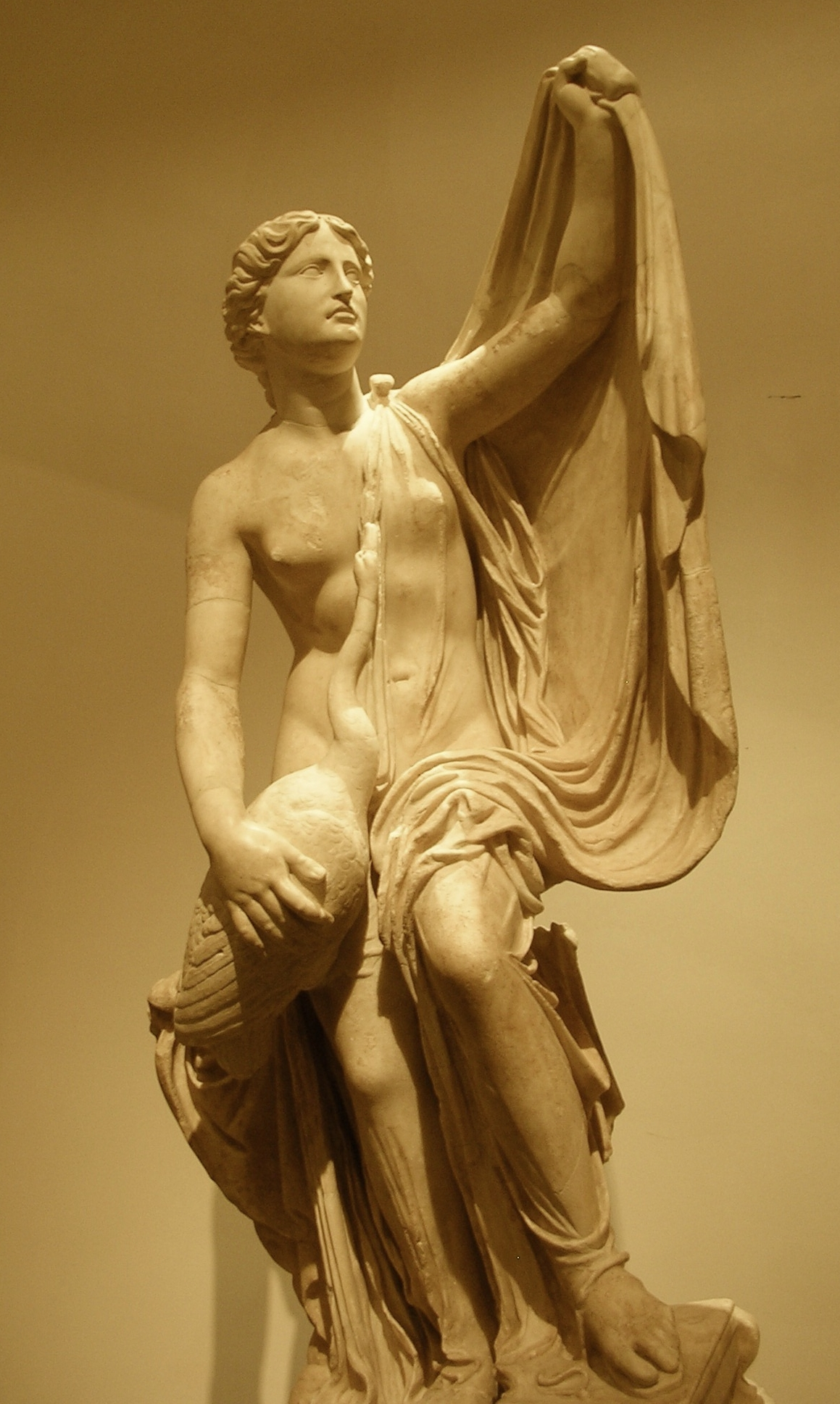
Romeins marmeren beeld van Leda en de zwaan

Timotheos was een Griekse beeldhouwer in de vierde eeuw v.Chr.
Hij was een van de beeldhouwers die werkten aan het Mausoleum van Halicarnassus, en was de belangrijkste beeldhouwer voor de tempel van Asklepios te Epidauros.
Bekend is zijn beeld van Leda die een zwaan tegen een adelaar beschermt. Een marmeren Romeins beeld gebaseerd op dit beeldhouwwerk staat in de Musei Capitolini te Rome.

## Verder lezen
- Künzl, E. en G. Horn, Die 'Hygeia' des Timotheos 1969
- Schlörb, Barbara, Timotheos, Berlin: De Gruyter 1965

- Gemeinsame Normdatei: 118802305
- Library of Congress Control Number: no2004058055
- Union List of Artist Names: 500030808
- Virtual International Authority File: 66182970
- WorldCat: E39PBJrrBf7Q3hwTWhCFFwWkXd